# Escama de serpente

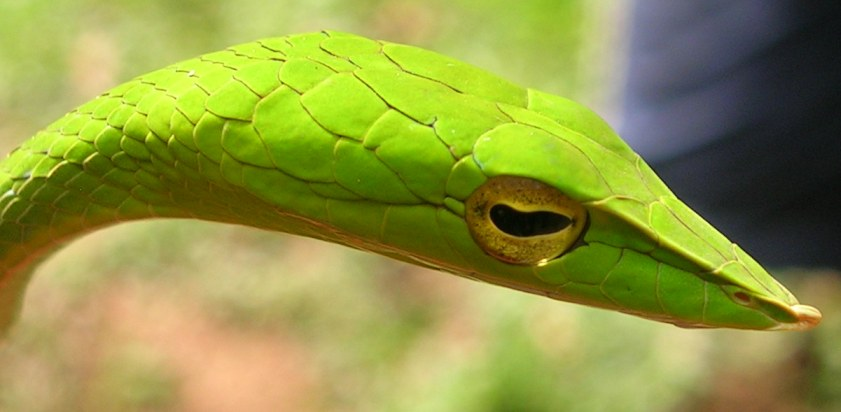
Escamas de formato elaborado na cabeça de uma cobra-cipó-cingalesa, en.

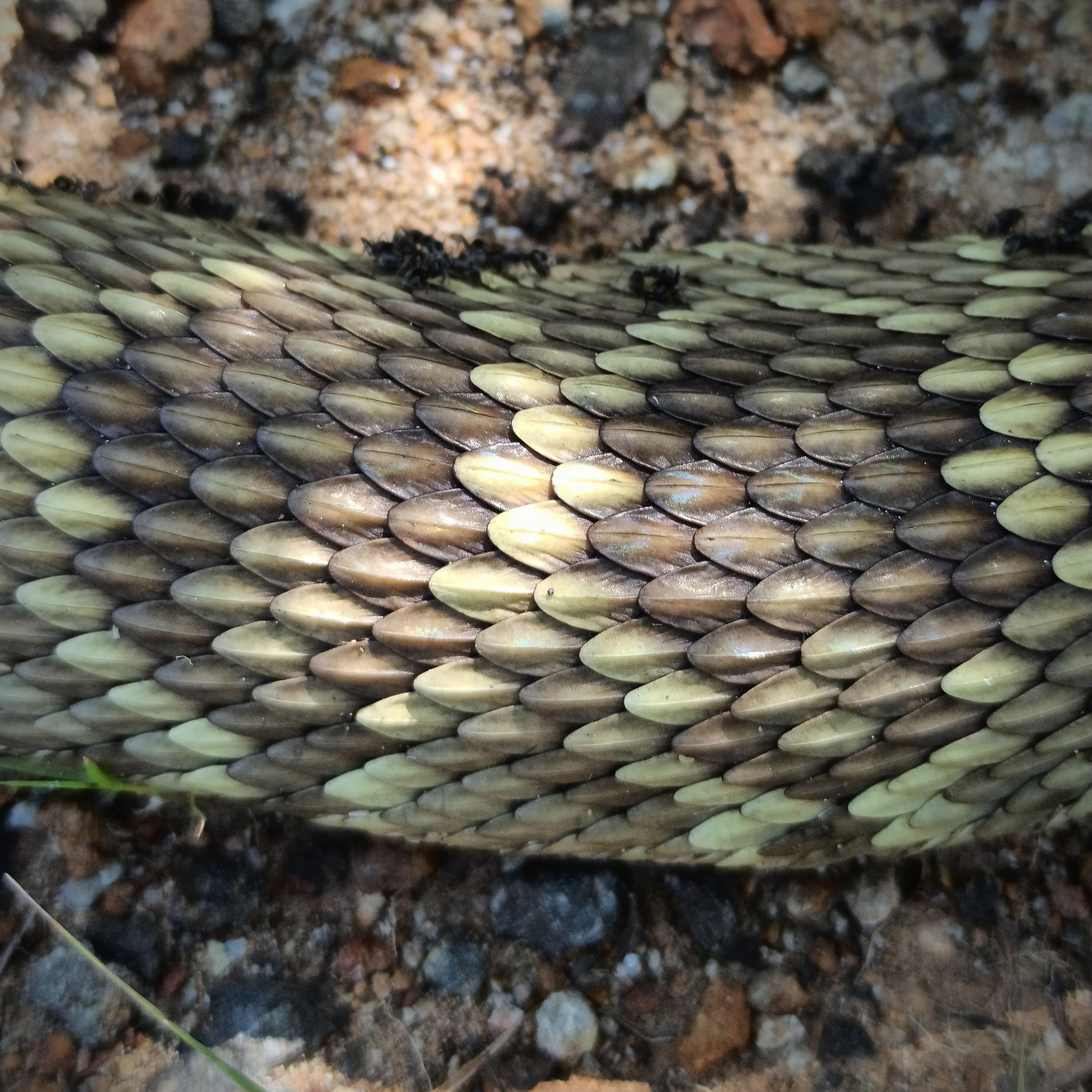
Escamas de uma cascavel-de-cauda-negra-ocidental (Crotalus molossus).

As serpentes, assim como outros répteis, possuem a pele coberta por escamas. As serpentes são completamente recobertas por escamas ou escudos de diferentes formas e tamanhos, conhecidos como um todo como pele de serpente. As escamas protegem o corpo da serpente, auxiliam na locomoção, ajudam a reter a umidade, modificam as características da superfície, como rugosidade, para facilitar a camuflagem e, em alguns casos, auxiliam na captura de presas (como em Acrochordus). Os padrões de coloração, simples ou complexos, que ajudam na camuflagem e na exibição antipredatória, são uma característica da pele subjacente, mas a natureza dobrada da pele com escamas permite que cores vibrantes sejam escondidas entre elas e reveladas para surpreender predadores.
As escamas foram modificadas ao longo do tempo para desempenhar outras funções, como franjas semelhantes a "cílios" e coberturas protetoras para os olhos, com a modificação mais marcante sendo o chocalho das cascavéis.
As serpentes trocam periodicamente suas peles escamosas e adquirem novas. Esse processo permite a substituição de peles desgastadas, a eliminação de parasitas e é considerado um meio de permitir o crescimento. A disposição das escamas é usada para identificar espécies de serpentes.
As serpentes têm sido parte integrante da cultura e da religião. Padrões vívidos de escamas influenciaram a arte primitiva. O uso de pele de serpente na fabricação de bolsas, roupas e outros artigos levou à sua matança em larga escala, dando origem à defesa do uso de pele artificial de serpente. As escamas de serpentes também são encontradas como motivos em ficção, arte e filmes.

## Funções
As escamas de uma serpente têm como principal função reduzir o atrito durante o movimento, já que o atrito é a principal fonte de perda de energia na locomoção de serpentes. 
 As escamas ventrais (ou abdominais), que são grandes e oblongas, apresentam baixo atrito, e algumas espécies arbóreas utilizam as bordas para se agarrar a galhos. A pele e as escamas de serpentes ajudam a reter a umidade no corpo do animal. Serpentes captam vibrações tanto do ar quanto do solo, sendo capazes de diferenciá-las, utilizando um sistema complexo de ressonâncias internas (possivelmente envolvendo as escamas).

## Evolução
Os répteis evoluíram de ancestrais anfíbios que deixaram a água e se tornaram terrestres. Para evitar a perda de umidade, a pele reptiliana perdeu a suavidade e a umidade da pele anfíbia e desenvolveu uma camada espessa de estrato córneo com múltiplas camadas de lipídios, que servem como uma barreira impermeável, além de oferecer proteção contra a luz ultravioleta. Com o tempo, as células da pele reptiliana tornaram-se altamente queratinizadas, córneas, resistentes e dessecadas. As superfícies da derme e da epiderme de todas as escamas reptilianas formam uma única folha contígua, como pode ser observado quando a serpente troca sua pele por completo.

## Morfologia

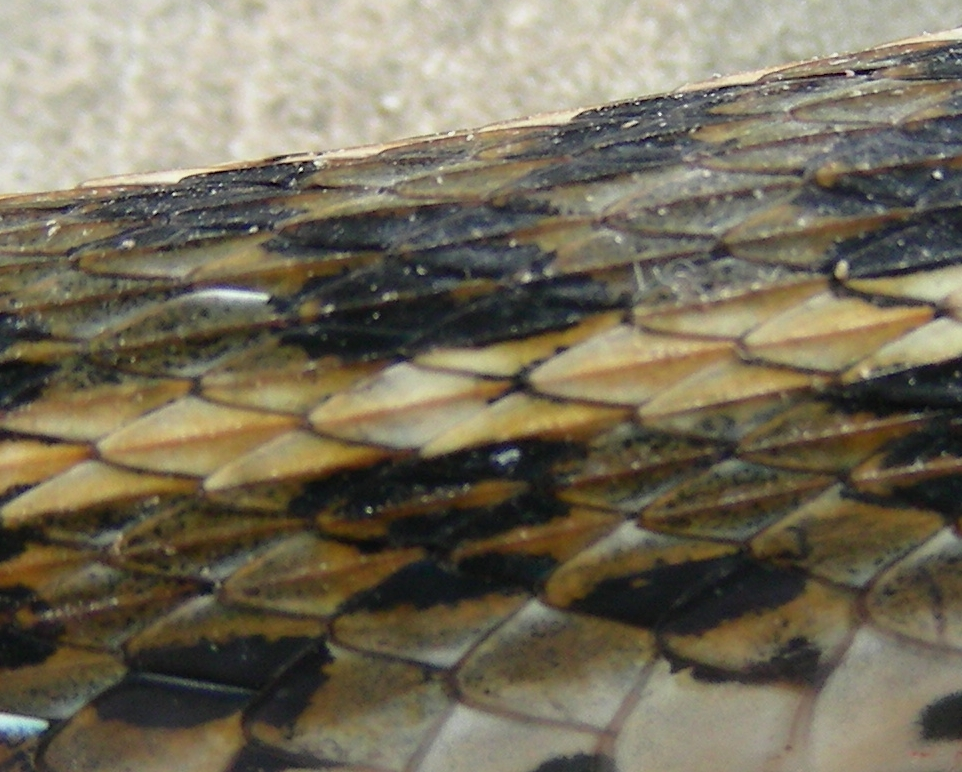
Escamas com quilha de Amphiesma stolatum, um colubrídeo.

As escamas de serpentes são formadas pela diferenciação da pele subjacente ou epiderme. Cada escama possui uma superfície externa e uma interna. A pele da superfície interna dobra-se para trás e forma uma área livre que se sobrepõe à base da próxima escama, que emerge abaixo dela. Uma serpente nasce com um número fixo de escamas. As escamas não aumentam em número à medida que a serpente cresce, nem diminuem com o tempo. No entanto, as escamas crescem em tamanho e podem mudar de forma a cada muda.
As serpentes possuem escamas menores ao redor da boca e nas laterais do corpo, que permitem expansão para que possam consumir presas muito mais largas que seu próprio corpo. As escamas das serpentes são feitas de queratina, o mesmo material de cabelos e unhas. Elas são frescas e secas ao toque.

### Superfície e forma
As escamas de serpentes variam em forma e tamanho. Podem ser granulares, ter uma superfície lisa ou possuir uma crista longitudinal ou quilha. Frequentemente, as escamas apresentam depressões, tubérculos e outras estruturas finas visíveis a olho nu ou sob microscópio. As escamas podem ser modificadas para formar franjas, como no caso de  Atheris ceratophora, ou chocalhos, como nas cascavéis da América do Norte.
Algumas serpentes primitivas, como jiboias e pítons, e certas serpentes avançadas, como víboras, possuem escamas pequenas e dispostas de forma irregular na cabeça. Serpentes mais avançadas apresentam grandes escamas simétricas na cabeça, chamadas de escudos ou placas.

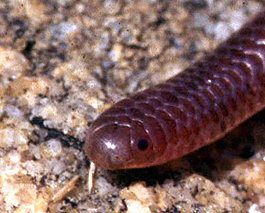
As escamas cicloides de en e de outras espécies de serpentes cegas são fluorescentes e, como resultado, quando são colocadas sob luz ultravioleta de baixa frequência (luz negra), elas brilham.

As várias formas das escamas podem ser cicloides, como na família Typhlopidae; longas e pontiagudas com extremidades aguçadas, como na cobra-cipó-cingalesa Ahaetulla nasuta; largas e semelhantes a folhas, como no caso das víboras verdes Trimeresurus spp.; ou tão largas quanto longas, como na  cobra-rato (Ptyas mucosa). Em alguns casos, as escamas podem ser quilhadas fracas ou fortemente, como na dorso-de-quilha-de-listras-amarelas (Amphiesma stolatum). Podem ter pontas bidentadas, como em algumas espécies de Natrix. Algumas serpentes, como a serpente-marinha-de-barriga-áspera (Hydrophis curtus), podem ter escamas espinhosas e justapostas, enquanto outras podem ter grandes botões não sobrepostos, como em Xenodermus javanicus.
Outro exemplo de diferenciação de escamas é a escama transparente chamada escala ocular ou espectáculo, que cobre o olho da serpente. A escala ocular é frequentemente referida como uma pálpebra fundida e é descartada como parte da pele antiga durante a muda.

### Chocalhos

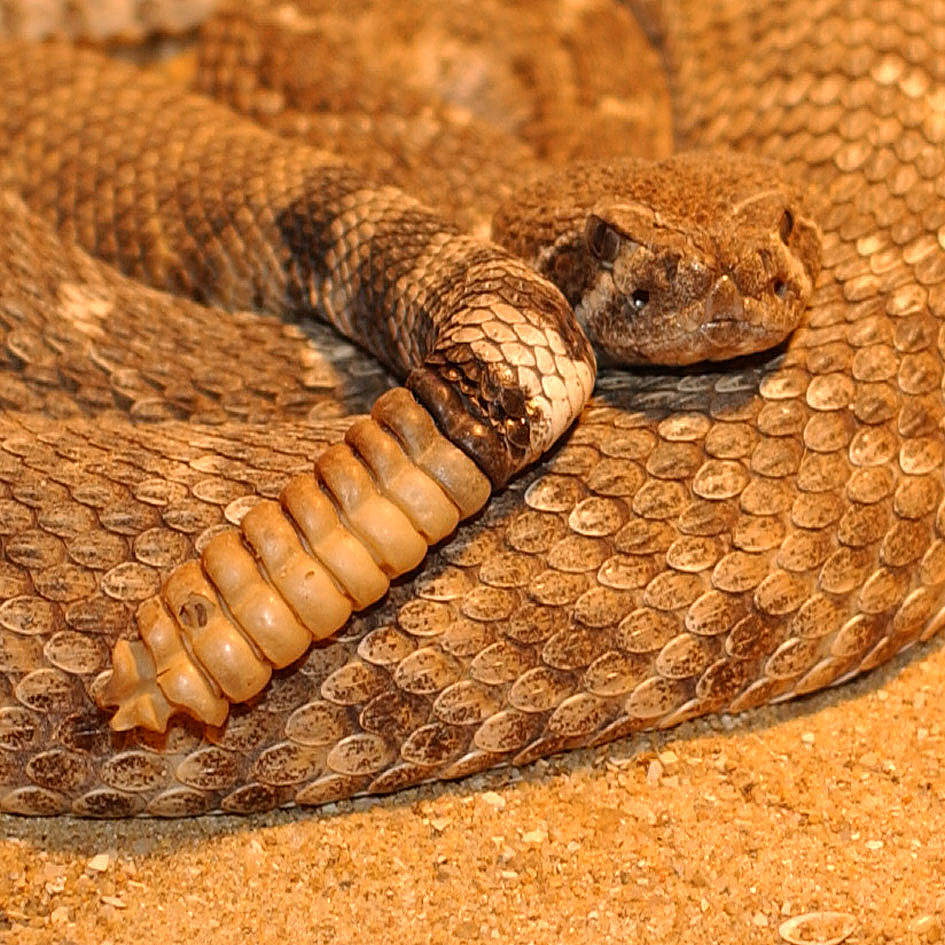
As escamas modificadas da cauda formam um chocalho em uma cascavel diamante ocidental (Crotalus atrox).

A modificação mais distintiva da escama de serpente é o chocalho das cascavéis, como as dos gêneros Crotalus e Sistrurus. O chocalho é composto por uma série de câmaras interligadas e frouxamente conectadas que, quando agitadas, vibram umas contra as outras, produzindo o sinal de alerta característico da cascavel. Apenas a base está firmemente fixada à ponta da cauda.
Ao nascer, uma cascavel filhote possui apenas um pequeno botão ou 'chocalho primordial' firmemente preso à ponta da cauda. O primeiro segmento é adicionado quando o filhote troca de pele pela primeira vez. Um novo segmento é adicionado a cada muda até que o chocalho seja formado. O chocalho cresce à medida que a serpente envelhece, mas os segmentos podem se quebrar, tornando o comprimento do chocalho um indicador não confiável da idade da serpente.

### Cor
As escamas consistem principalmente de beta-queratinas duras, que são basicamente transparentes. As cores das escamas são devidas a pigmentos nas camadas internas da pele, e não ao material da escama em si.  As escalas são coloridas para todas as cores dessa maneira, exceto para azul e verde. O azul é causado pela ultraestrutura das escamas. Por si só, essa superfície de escama difrata a luz e dá uma tonalidade azul, enquanto, em combinação com o amarelo da pele interna, resulta em um verde iridescente brilhante.
Algumas serpentes têm a capacidade de mudar lentamente a tonalidade de suas escamas. Isso é tipicamente observado em casos em que a serpente fica mais clara ou escura com a mudança de estação. Em alguns casos, essa mudança pode ocorrer entre o dia e a noite.

### Ecdise

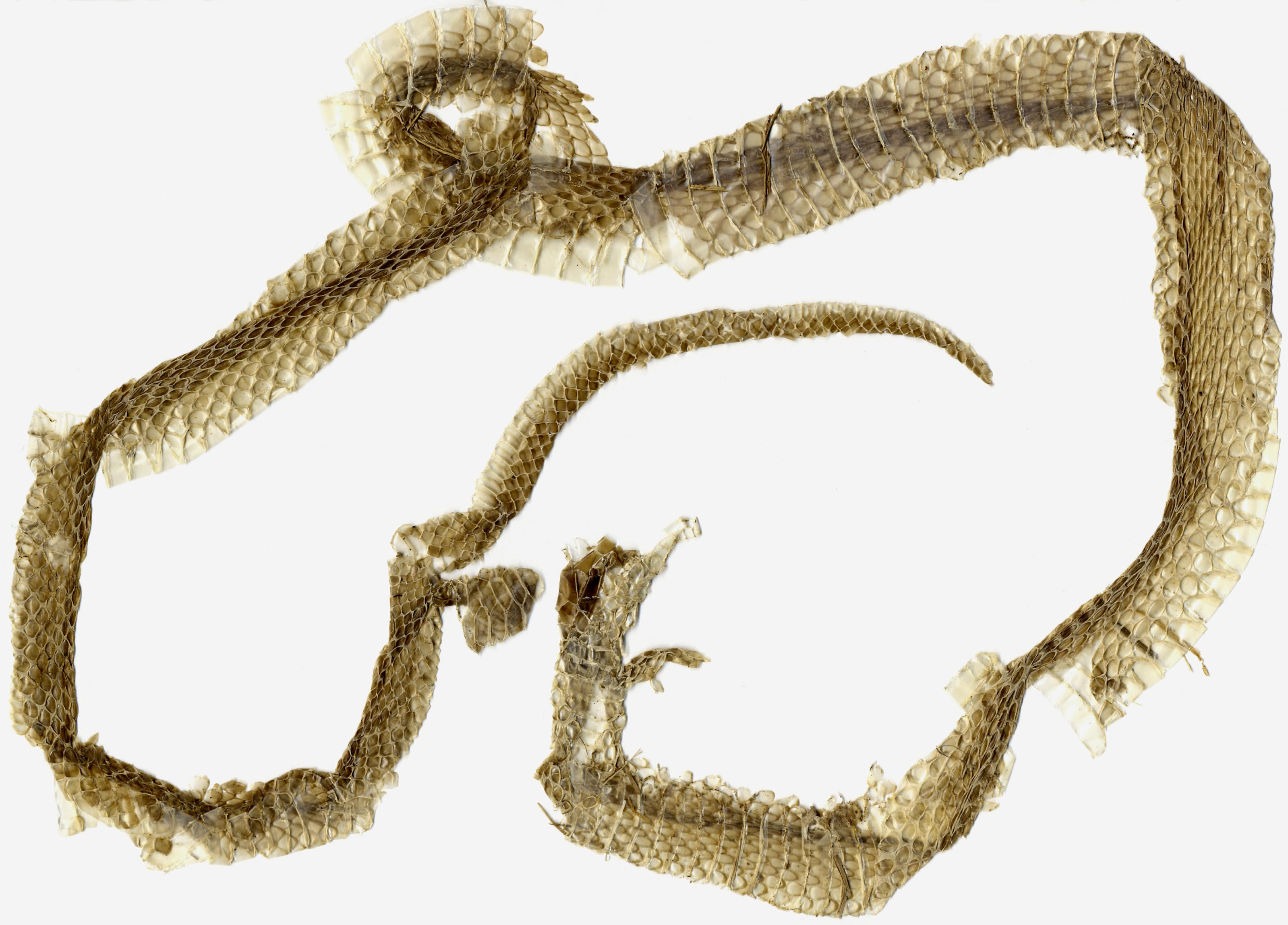
Pele vazia (exúvia) de Natrix natrix com comprimento superior a um metro.

A troca de escamas é chamada de ecdise ou, no uso comum, muda ou descamação. No caso das serpentes, a camada externa completa da pele é descartada de uma só vez. As escamas de serpentes não são discretas, mas extensões da epiderme, portanto, não são descartadas separadamente, mas ejetadas como uma camada externa contígua de pele durante cada muda, semelhante a uma meia sendo virada do avesso.
A muda serve a várias funções: primeiramente, a pele velha e desgastada é substituída; em segundo lugar, ajuda a eliminar parasitas, como ácaros e carrapatos. A renovação da pele por meio da muda supostamente permite o crescimento em alguns animais, como insetos, embora essa visão seja contestada no caso das serpentes.
A muda é repetida periodicamente ao longo da vida de uma serpente. Antes de uma muda, a serpente para de comer e frequentemente se esconde ou se move para um lugar seguro. Pouco antes da muda, a pele torna-se opaca e com aparência seca, e os olhos ficam nublados ou azulados. A superfície interna da pele antiga se liquefaz, causando a separação da pele antiga da nova. Após alguns dias, os olhos clareiam e a serpente "rasteja" para fora de sua pele antiga. A pele antiga se rompe perto da boca, e a serpente se contorce para fora, auxiliada pelo atrito contra superfícies ásperas. Em muitos casos, a pele descartada é retirada de trás para frente, da cabeça à cauda, em uma única peça, como uma meia velha. Uma nova camada de pele, maior e mais brilhante, formou-se por baixo.
Uma serpente mais velha pode trocar de pele apenas uma ou duas vezes por ano, mas uma serpente jovem, ainda em crescimento, pode trocar até quatro vezes por ano. A pele descartada fornece uma impressão perfeita do padrão de escamas e geralmente é possível identificar a serpente se essa exúvia estiver razoavelmente completa e intacta.

## Arranjo
A disposição das escamas é importante, não apenas para fins taxonômicos, mas também para razões forenses e conservação de espécies de serpentes. Exceto na cabeça, as serpentes possuem escamas imbricadas (sobrepostas como telhas em um telhado). As serpentes têm fileiras de escamas ao longo de todo ou parte de seu comprimento e também muitas outras escamas especializadas, isoladas ou em pares, na cabeça e em outras regiões do corpo.
As escamas dorsais (ou do corpo) são dispostas em fileiras ao longo de seu comprimento. As fileiras adjacentes são diagonalmente deslocadas umas das outras. A maioria das serpentes tem um número ímpar de fileiras ao longo do corpo, embora certas espécies tenham um número par de fileiras como as espécies de Zaocys. No caso de algumas serpentes aquáticas e marinhas, as escamas são granulares, e as fileiras não podem ser contadas.
O número de fileiras varia de dez na caninana (Spilotes pullatus); treze em Lycodon [en], Liopeltis, Calamaria e cobras do gênero Calliophis; 65 a 75 em pítons; 74 a 93 em Kolpophis e 130 a 150 em Acrochordus. A maioria da maior família de serpentes, as Colubridae, possui 15, 17 ou 19 fileiras de escamas. O número máximo de fileiras está no meio do corpo, reduzindo-se em direção à cabeça e à cauda.

## Nomenclatura
As várias escamas na cabeça e no corpo de uma serpente são indicadas nos parágrafos seguintes com fotografias anotadas de Amphiesma stolatum, uma serpente comum do sul da Ásia e membro da Colubridae, a maior família de serpentes.

### Cabeça

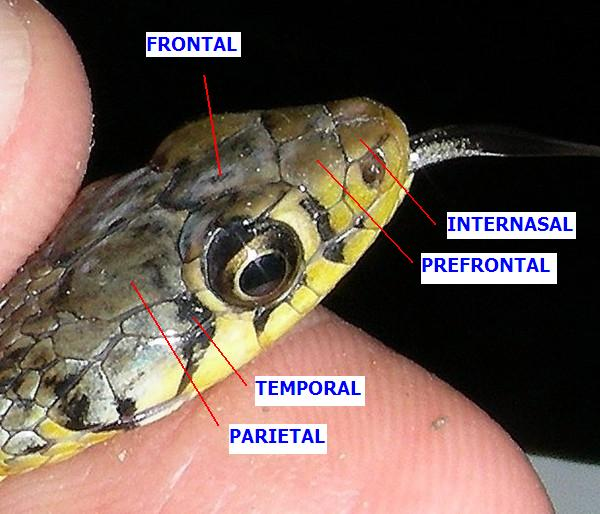
Nomenclatura das escamas da cabeça (vista superior da cabeça).

A identificação das escamas cefálicas começa mais convenientemente com referência à narina, que é facilmente identificada em uma serpente. Existem duas escamas que envolvem a narina, chamadas de nasais. Em colubrídeos, a narina está entre as nasais, enquanto em víboras ela está no centro de uma única escama nasal. A nasal externa (próxima ao focinho) é chamada de pré-nasal, enquanto a nasal interna (próxima ao olho) é chamada de pós-nasal. Ao longo do topo do focinho, conectando as nasais de ambos os lados da cabeça, estão as escamas chamadas de internasais. Entre as duas pré-frontais, na ponta do focinho, está uma escama chamada de rostral.

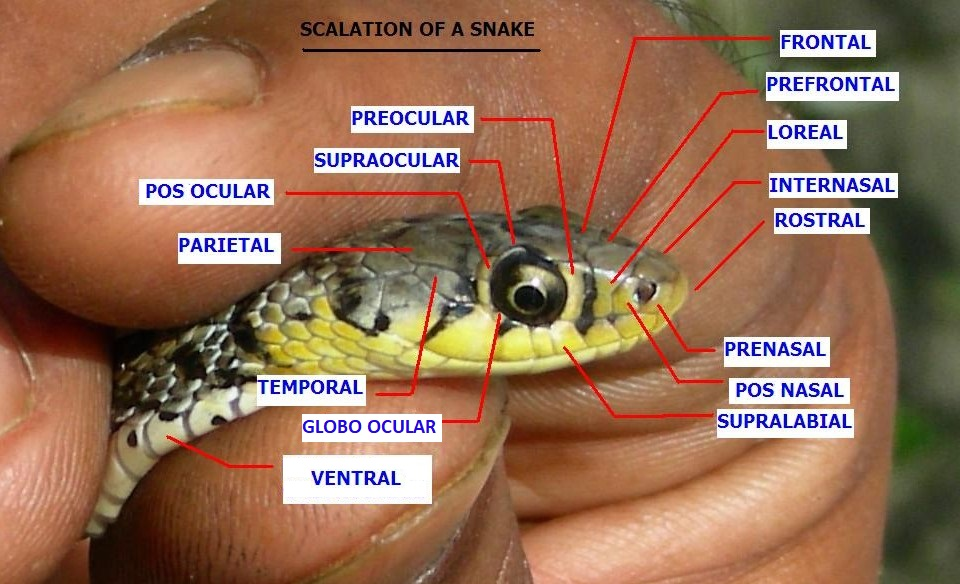
Nomenclatura das escamas (vista lateral da cabeça).

As escamas ao redor do olho são chamadas de circumorbitais e são nomeadas como escamas oculares, mas com prefixos apropriados. A escama ocular propriamente dita é uma escama transparente que cobre o olho, chamada de espectáculo ou tampa ocular. As escamas circumorbitais voltadas para o focinho ou a frente são chamadas de pré-oculares, aquelas voltadas para trás são chamadas de pós-oculares, e aquelas voltadas para o lado superior ou dorsal são chamadas de supraoculares. Escamas circumorbitais voltadas para o lado ventral ou inferior, se houver, são chamadas de suboculares. Entre as escamas pré-oculares e pós-nasais, há uma ou duas escamas chamadas de loreais. Escamas loreais estão ausentes em elapídeos.
As escamas ao longo dos lábios da serpente são chamadas de labiais. As do lábio superior são chamadas de supralabiais, enquanto as do lábio inferior são chamadas de infralabiais. No topo da cabeça, entre os olhos, adjacente às supraoculares, está a escama frontal. As escamas pré-frontais são as escamas conectadas à frontal em direção à ponta do focinho, que estão em contato com as internasais. Pode haver uma escama entre elas. Na parte traseira do topo da cabeça, há escamas conectadas à escama frontal chamadas de parietais. Nas laterais da parte traseira da cabeça, entre as parietais acima e as supralabiais abaixo, estão as escamas chamadas de temporais.

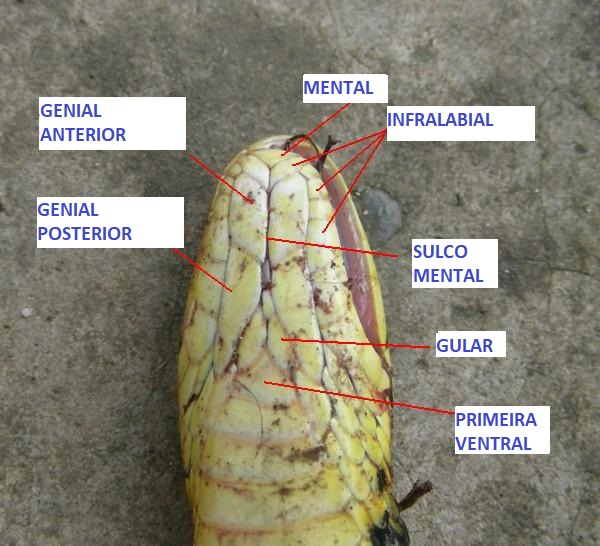
Nomenclatura das escamas (vista inferior da cabeça)

Na parte inferior da cabeça, uma serpente tem uma escama anterior chamada de mental. Conectadas à escama mental e ao longo dos lábios inferiores estão as infralabiais. Ao longo do queixo, conectadas às infralabiais, há um par de escamas chamadas de geniais.
As escamas na região central ou da garganta, que estão em contato com as primeiras escamas ventrais do corpo da serpente e são flanqueadas pelas geniais, são chamadas de gulares. O sulco mental é um sulco longitudinal na parte inferior da cabeça, entre as geniais emparelhadas, continuando entre as menores escamas gulares.

### Corpo

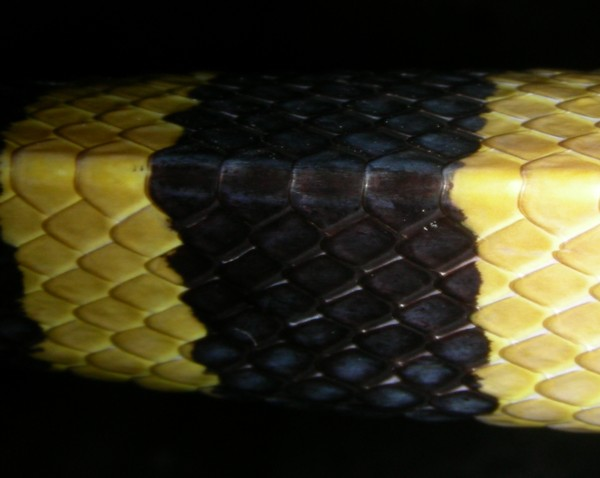
Escamas vertebrais ampliadas de krait-de-faixas (Bungarus fasciatus)

As escamas no corpo da serpente são chamadas de dorsais ou costais. Às vezes, há uma fileira especial de escamas grandes ao longo do topo das costas da serpente, ou seja, a fileira mais alta, chamada de vertebrais. As escamas ampliadas na barriga da serpente são geralmente chamadas de ventrais, embora vários nomes sejam usados na literatura mais antiga, incluindo ventralia, scuta subcaudalia ou escamas abdominais (escudos, placas). Muitos autores abreviam as escamas ventrais como "V". O número de escamas ventrais pode ser um guia para a identificação da espécie.

### Cauda

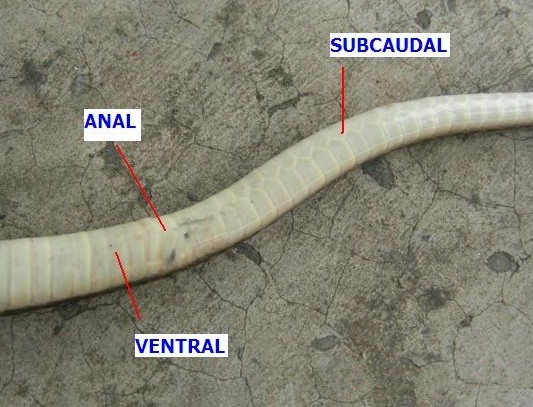
Nomenclatura das escamas (vista inferior do corpo).

No final das escamas ventrais da serpente, há uma placa cloacal que protege a abertura da cloaca (uma abertura compartilhada para resíduos e material reprodutivo) na parte inferior, próxima à cauda. Essa escama também foi chamada de escama anal, o que é um equívoco, pois não cobre um ânus, mas uma cloaca. Essa escama anal pode ser única ou emparelhada. A maioria dos autores diferencia entre escamas anais únicas e divididas. No entanto, com base na origem das escamas durante o desenvolvimento, uma escama não se divide espontaneamente, mas surge como estruturas emparelhadas que posteriormente se sobrepõem. A parte do corpo além da escama anal é considerada a cauda.
Às vezes, as serpentes possuem escamas ampliadas, únicas ou emparelhadas, sob a cauda; essas são chamadas de subcaudais. Essas subcaudais podem ser lisas ou carenadas, como em Bitis arietans somalica. O final da cauda pode simplesmente afunilar em uma ponta (como na maioria das serpentes), formar uma espinha (como em Acanthophis [en]), terminar em um esporão ósseo (como em Lachesis), um chocalho (como em Crotalus) ou um leme, como visto em muitas serpentes marinhas.
Os detalhes desta seção foram obtidos de diagramas de escamas em Malcolm Smith. Detalhes das escamas de Amphiesma stolatum foram retirados de Daniels.

## Glossário
Escamas na cabeça

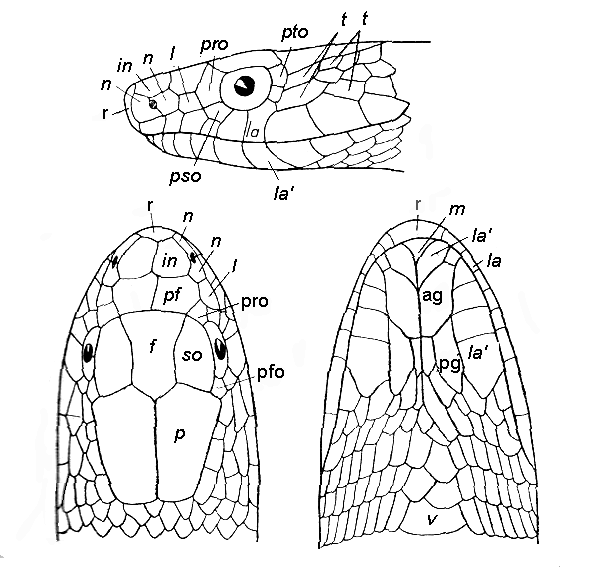
Terminologia das escamas da cabeça de serpentes explicada com a ajuda de diagramas de linha da cabeça de Platyceps ventromaculatus, de Malcolm A. Smith (1943).ag'f'in'l'la'la'm'n'p'pf'pg'pro'pso'pto'r'so't'v - primeira ventral

- Rostral - é a escama mediana na ponta do focinho que margeia a abertura da boca[30] e corresponde à escama mental na mandíbula inferior. O termo se refere ao rostro, ou nariz.
- Nasorostral - escama ampliada e geralmente emparelhada, logo atrás da rostral.[31]
- Nasal - escama que envolve a narina.[31] Às vezes, é emparelhada (dividida). Nesses casos, a parte anterior é chamada de pré-nasal e a posterior é chamada de pós-nasal.[30] As supranasais estão localizadas acima da escama nasal.[31]
- Internasal - localizadas no topo da cabeça, entre as escamas nasais; geralmente são emparelhadas e situadas logo atrás da rostral.[30]
- Ocular, espectáculo ou tampa ocular - é a camada de pele ou escama transparente e imóvel em forma de disco que cobre os olhos para proteção.[32]
- Circumorbitais[31]
  - Pré-ocular - aquelas diretamente na frente e em contato com o olho
  - Pós-ocular - aquelas diretamente atrás e em contato com o olho
  - Supraocular - escamas aumentadas, imediatamente acima do olho
  - Subocular -  diretamente abaixo e em contato com o olho
- Loreal - entre o olho e a narina
- Interorbital, intersupraocular - escamas no topo da cabeça, entre as supraoculares[30]
- Frontal - que fica no topo da cabeça, na região entre os olhos
- Pré-frontal - adjacentes e anterior à frontal
- Parietal - no topo da cabeça e conectadas às frontais em direção à parte posterior
- Occipital - escamas ampliadas que ficam diretamente atrás das parietais[31]
- Interoccipital - localizada entre as occipitais[30]
- Temporal - localizada na lateral da cabeça, entre as parietais e as supralabiais, e atrás das pós-oculares
- Labial - escamas que margeiam a abertura da boca; não incluem as escamas medianas nas mandíbulas superior e inferior.[30]
  - Supralabial - margeia a abertura da boca ao longo da mandíbula superior
  - Sub-labial, infralabial - margeia a abertura da boca ao longo da mandíbula inferior
- Mental - placa mediana na ponta da mandíbula inferior; é triangular e corresponde à rostral da mandíbula superior.[30][31]
- Genial - encontradas na parte inferior da cabeça em direção à parte anterior e tocando as escamas labiais inferiores.[24]
  - Genial anterior - na frente da serpente (em direção ao focinho)
  - Genial posterior - em direção à cauda
- Gular - escamas na região central ou da garganta, que estão em contato com as primeiras escamas ventrais do corpo e são flanqueadas pelas geniais.

Escamas no corpo
- Dorsal - escamas dorsais são a série longitudinal de placas que circundam o corpo, mas não incluem as escamas ventrais.[33]
- Vertebral - grandes escamas ao longo da parte superior do dorso, ou seja, a fileira mais alta; são uma forma especializada de escamas dorsais.[33]
- Ventral - escamas ampliadas e transversalmente alongadas que se estendem pela parte inferior do corpo, desde o pescoço até a escama anal.[33]

Escamas na cauda
- Anal - escama logo à frente e que cobre a abertura cloacal; pode ser única ("anal inteira") ou emparelhada ("anal dividida"). A escama anal é precedida pelas escamas ventrais e seguida pelas escamas subcaudais.[30][31]
- Subcaudal - escamas ampliadas na parte inferior da cauda; podem ser simples ou emparelhadas (divididas) e são precedidas pela escama anal.[30]

### Outros termos
- Cantus rostralis – o ângulo entre a escama supraocular e a rostral.[31]
- Sulco mental - sulco longitudinal na parte inferior da cabeça entre as escamas geniais emparelhadas e as gulares menores.[24]

## Importância taxonômica
As escamas não desempenham um papel importante na distinção entre famílias, mas são significativas nos níveis de gênero e espécie. Os padrões de escamas, por meio da superfície, textura, padrão, coloração e divisão da escama anal, em combinação com outras características morfológicas, são os principais meios de classificar serpentes até o nível de espécie.
Em certas áreas da América do Norte, onde a diversidade de serpentes não é muito grande, chaves simples baseadas na identificação de escamas foram desenvolvidas para o público leigo distinguir serpentes venenosas de não venenosas. Em outros lugares com grande biodiversidade, como Myanmar, publicações alertam que serpentes venenosas e não venenosas não podem ser facilmente distinguidas sem exame cuidadoso.
O padrão de escamas também pode ser usado para identificação individual em estudos de campo. O corte de escamas específicas, como as subcaudais, para marcar serpentes individuais é uma abordagem popular para estimativas populacionais por técnicas de marcação e recaptura.

### Distinção entre serpentes venenosas e não venenosas

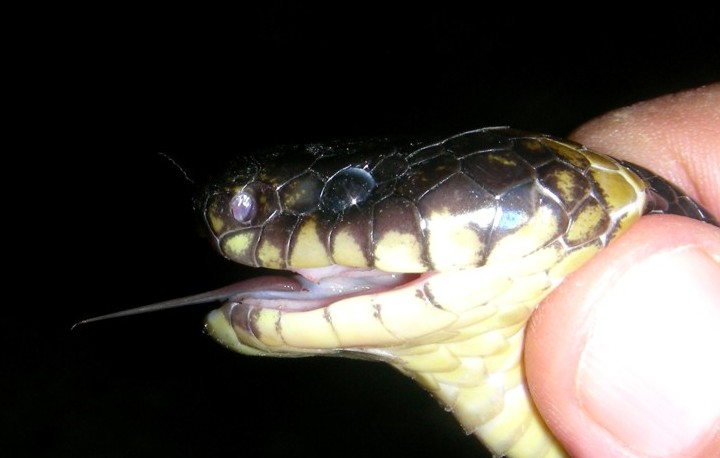
O krait-de-faixas (Bungarus fasciatus), um elapídeo, sem escama loreal entre as escamas nasal e pré-ocular.

Não há uma maneira simples de diferenciar uma serpente venenosa de uma não venenosa apenas pelo uso de uma característica de escama. A identificação de uma serpente como venenosa ou não é feita corretamente pela identificação da espécie com a ajuda de especialistas,(p190) ou, na ausência destes, por exame detalhado da serpente e uso de referências confiáveis sobre as serpentes da região geográfica específica. Os padrões de escamas ajudam a indicar a espécie, e, a partir das referências, pode-se verificar se a espécie de serpente é conhecida por ser venenosa ou não.
A identificação de espécies usando escamas requer um grau considerável de conhecimento sobre serpentes, sua taxonomia, nomenclatura de escamas e familiaridade com a literatura científica. A distinção por meio de diagramas de escamas para determinar se uma serpente é venenosa ou não no campo não pode ser feita no caso de espécimes não capturados. Não é aconselhável capturar uma serpente para verificar se é venenosa ou não usando diagramas de escamas.(p190) A maioria dos livros ou sites fornece uma gama de características da herpetofauna local, além de diagramas de escamas, que ajudam a distinguir se uma serpente no campo é venenosa ou não.(p52)
Em certas regiões, a presença ou ausência de certas escamas pode ser uma maneira rápida de distinguir serpentes não venenosas de venenosas, mas deve ser usada com cuidado e conhecimento das exceções. Por exemplo, em Myanmar, a presença ou ausência de escamas loreais pode ser usada para distinguir entre colubrídeos relativamente inofensivos e elapídeos letais. A regra prática para essa região é que a ausência de uma escama loreal entre a escama nasal e a pré-ocular indica que a serpente é um elapídeo e, portanto, letal. Essa regra prática não pode ser usada sem cuidado, pois não se aplica a víboras, que possuem um grande número de pequenas escamas na cabeça. Um exame cuidadoso também seria necessário para excluir membros venenosos conhecidos da família Colubridae, como Rhabdophis.
É aconselhável levar a serpente que mordeu uma pessoa, se ela foi morta, ao hospital para possível identificação pela equipe médica usando diagramas de escamas, para que uma decisão informada possa ser tomada sobre se e qual antiveneno deve ser administrado. No entanto, tentativas de capturar ou matar a serpente venenosa não são recomendadas, pois ela pode morder mais pessoas.

## Significado cultural
As serpentes têm sido um motivo na cultura e religião humana e um objeto de temor e fascínio em todo o mundo. Os padrões vívidos das escamas de serpentes, como os da víbora-do-gabão, tanto repelem quanto fascinam a mente humana. Esses padrões inspiraram temor e admiração desde tempos pré-históricos, o que pode ser visto na arte prevalente da época. Estudos sobre imagens de medo e excitação psicológica indicam que as escamas de serpentes são um componente vital da iconografia das serpentes. As escamas de serpentes também parecem ter influenciado a arte islâmica na forma de padrões de mosaicos tesselados, que mostram grande semelhança com os padrões de escamas de serpentes.
A pele de serpente, com seus padrões altamente periódicos de hachuras cruzadas ou grades, apela à estética das pessoas e tem sido usada na fabricação de muitos artigos de couro, incluindo acessórios da moda. O uso de pele de serpente, no entanto, colocou as populações de serpentes em risco e resultou em restrições internacionais no comércio de certas espécies e populações de serpentes na forma de disposições da Convenção sobre o Comércio Internacional das Espécies Silvestres Ameaçadas de Extinção (CITES). Amantes de animais em muitos países agora promovem o uso de pele de serpente artificial, que pode ser facilmente produzida a partir de couro estampado, tecidos estampados, plásticos e outros materiais.
As escamas de serpentes aparecem regularmente como motivo em jogos de ação para computador. Uma escama de serpente foi retratada como uma pista no filme de 1982 Blade Runner. As escamas de serpentes também aparecem na ficção popular, como na série Harry Potter (pele seca de  Boomslang é usada como matéria-prima para preparar a Poção Polissuco), e também na ficção adolescente.